# 槟岛
槟岛，原译槟榔屿，英國人曾命名為「威尔士親王島」（Prince of Wales Island），是位于马来西亚西北部的一座岛屿，亦是槟城州的组成部分。该岛面积达295平方公里，东隔槟威海峡与马来半岛相望，由槟威大桥和苏丹阿都哈林大桥衔接两岸。

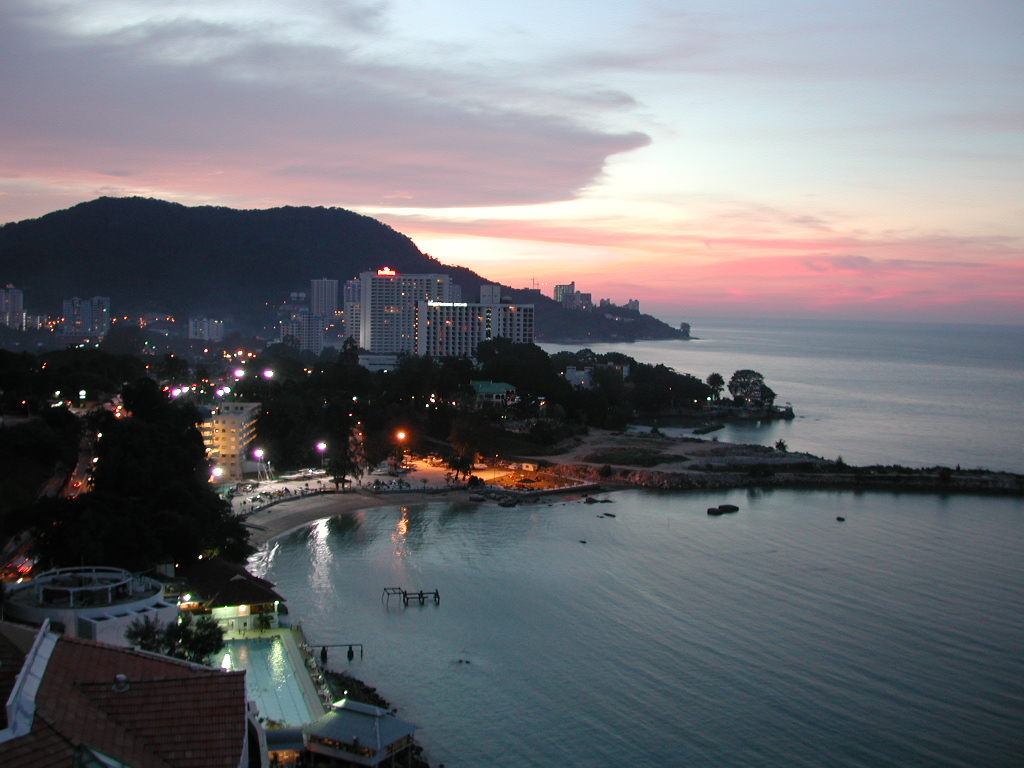
島上的丹绒武雅与峇都丁宜海滩的交接处

全岛人口约有70万人，其中以华裔居多，槟岛華裔当中则以闽南人居多。每年年初會舉辦盛大的八天宫诞，當地主要通用槟城福建话（闽南语）。

## 历史
中華民國國父孫中山先生曾经到过本岛屿与居住。
二战期间纳粹德国海军在马来西亚槟榔屿设立了一个潜艇指挥部，并配备了Ar 196水上侦察机来为其活动在印度洋活动的潜艇群提供空中侦察情报，Ar 196也经常到访日军在东南亚的基地。

## 外部連結
- 《中国大百科全书》第三版网络版中的条目： （简体中文）